# Castillos (Rocha)

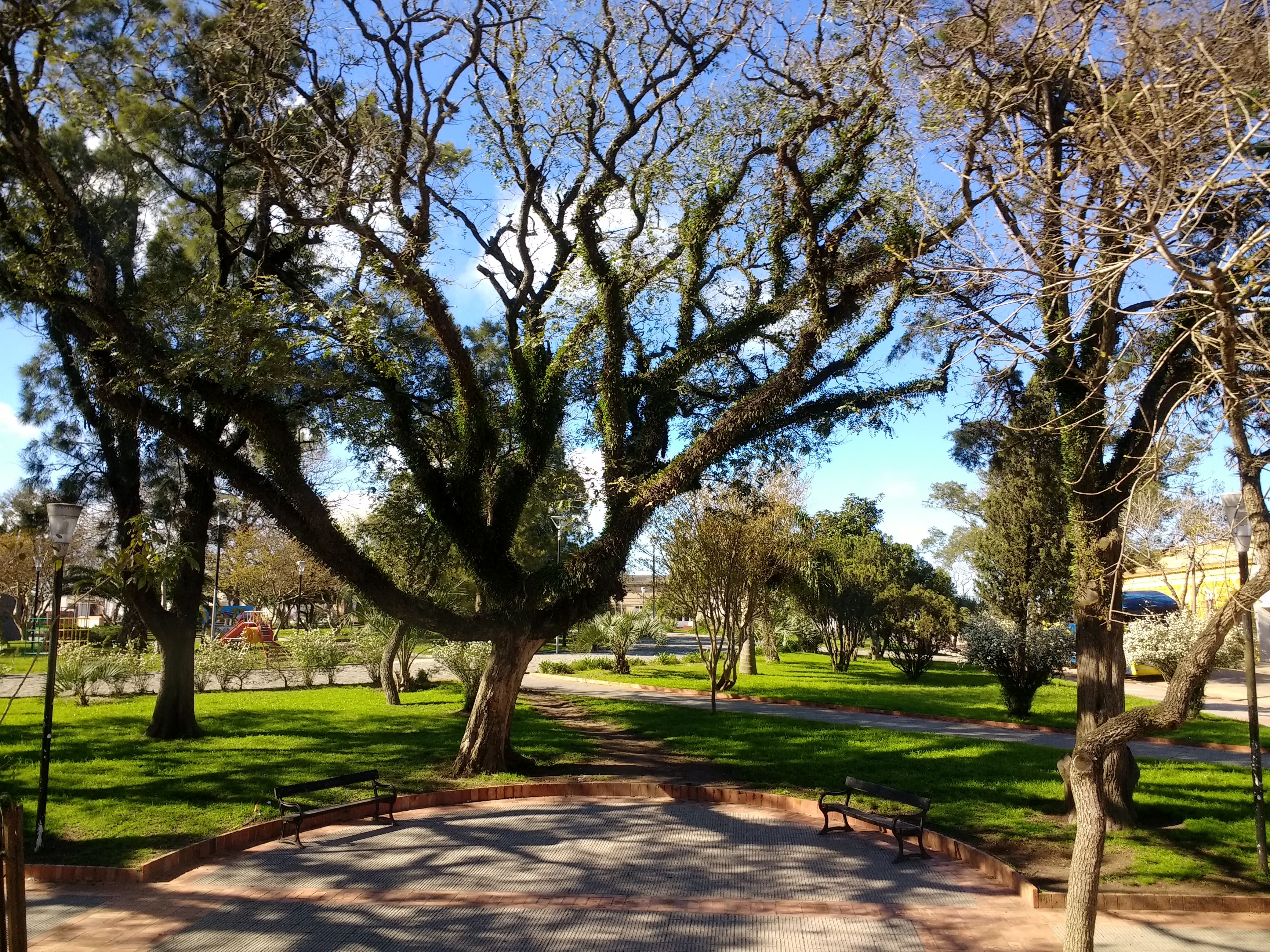
Castillos

Castillos ist eine Stadt im Osten Uruguays.

## Geographie
Castillos befindet sich im östlichen Teil des Departamento Rocha in dessen Sektor 5. Weitere Ansiedlungen in der Umgebung sind das etwa einen Kilometer südöstlich von Castillos liegende Barrio Torres sowie in jeweils mehreren Kilometern Entfernung ostnordöstlich das an der Südatlantikküste gelegene La Esmeralda und südöstlich Aguas Dulces. Nördlich der Stadt befindet sich der Cerro de los Rocha. Im Westteil des Stadtgebiets wird Castillos von dem Bach de la Tapera durchflossen.

## Geschichte
Die Stadt wurde am 19. April 1866 bei gleichzeitiger Grundsteinlegung der dortigen Kapelle unter dem Namen San Vicente Mártir de Castillos gegründet. Am 3. November 1952 wurde Castillos der Status „Stadt“ durch das Gesetz Nr. 11.875 zuerkannt.

## Kultur
Die uruguayische Musikgruppe El Cuarteto de Nos drehte 2009 in der Kleinstadt das als Lipdub angelegte Musikvideo für das Lied Miguel gritar. Alle Laiendarsteller sind Einheimische.

## Infrastruktur
Castillos ist über die im Stadtgebiet kreuzenden Rutas 9 (Kilometerpunkt 265) und 16 an das Verkehrswegenetz angeschlossen.

## Einwohner
Im Rahmen der Volkszählung des Jahres 2011 wurden 7.541 Einwohner ermittelt, davon 3.525 männliche und 4.016 weibliche.
| Jahr | Einwohner |
| ---- | --------- |
| 1963 | 5.947     |
| 1975 | 7.260     |
| 1985 | 6.836     |
| 1996 | 7.346     |
| 2004 | 7.649     |
| 2011 | 7.541     |

Quelle: Instituto Nacional de Estadística de Uruguay

## Stadtverwaltung
Bürgermeister (Alcalde) von Castillos ist Raúl Servetto.

## Söhne und Töchter der Stadt
- Irineu Riet Correa (* 1945), Politiker
- Jesús Perdomo, Historiker
- Nelson „Pindingo“ Pereyra, Musiker
- Roberto Rubio (1917–2011), Politiker und Herzchirurg